# Martin Jansen
Martin Jansen (* 5. November 1944 auf Pellworm) ist ein deutscher Chemiker.

## Leben
Jansen besuchte die Hermann-Tast-Schule in Husum, studierte dann zwischen 1966 und 1970 an der Justus-Liebig-Universität Gießen und promovierte 1973 bei Rudolf Hoppe an der Universitat Gießen zum Dr. rer. nat. Die Habilitation für das Fach Anorganische Chemie erlangte er 1978.
1981 wurde er auf den Lehrstuhl für Anorganische Chemie an der Universität Hannover berufen, von 1987 bis 1998 war er Professor und Institutsdirektor an der Universität Bonn, von 1998 bis 2012 war er Direktor am Max-Planck-Institut für Festkörperforschung in Stuttgart und Honorarprofessor an der Universität Stuttgart.

## Forschung
Jansen befasst sich mit der Grundlagenforschung in der anorganischen Festkörperchemie, insbesondere mit der Strukturchemie von Nichtmetall- und Metalloxiden. Sein Forschungsgegenstand sind binäre und ternäre Oxide, supraleitende Oxide, Ionenleiter, oxidische Strukturkeramiken und Pigmente, endohedrale Fullerene und Fulleride sowie amorphe nitridische Netzwerke.
Erfolge erzielte er in der Materialforschung, so entwickelte er eine Si-B-N-C-Keramik, die gegenüber Hitze und gleichzeitiger Oxidation stabiler ist als alle bislang bekannten Hochleistungskeramiken.
In jüngerer Zeit wurde er durch theoretische Arbeiten zur Strukturvorhersage und Syntheseplanung bekannt. Unter anderem gelang ihm die Erstsynthese von Natriumnitrid und Kaliumnitrid mit Hilfe von Tieftemperatur-Molekularstrahlepitaxie.
2007 bis 2014 war er einer der Herausgeber der Zeitschrift für anorganische und allgemeine Chemie.

## Preise und Auszeichnungen
2004 erlangte er die Ehrendoktorwürde der Ludwig-Maximilians-Universität München. Er ist Mitglied der Deutschen Akademie der Naturforscher Leopoldina, der Berlin-Brandenburgischen Akademie der Wissenschaften, der Nordrhein-Westfälischen Akademie der Wissenschaften, der Academia Europaea (2000) und der Deutschen Akademie der Technikwissenschaften (acatech).
- 1987: Otto-Bayer-Preis
- 1989: Gottfried-Wilhelm-Leibniz-Preis
- 1996: Alfred-Stock-Gedächtnispreis
- 2004: Wissenschaftspreis: Forschung zwischen Grundlagen und Anwendungen des Stifterverbandes für die Deutsche Wissenschaft
- 2007: Karl-Ziegler-Preis
- 2009: Centenary Prize der Royal Society of Chemistry
- 2019: Otto-Hahn-Preis